# Peter Marshall (natation)
Pour les articles homonymes, voir Peter Marshall et Marshall.
Peter Jeffrey Marshall né le 9 mars 1982 à Gainesville (Floride) est un nageur américain. Spécialiste du dos crawlé, il a obtenu la plupart de ses succès en petit bassin et a été détenteur du record du monde du 50 m dos en bassin de 25 mètres du 22 novembre 2009 au 6 décembre 2014.

## Palmarès

### Championnats du monde

#### Petit bassin
- Championnats du monde 2002 à Moscou ( Russie) : 
  -  Médaille d'or du relais 4 × 100 m nage libre.
  -  Médaille d'or du relais 4 × 100 m quatre nages.
  -  Médaille d'argent du 50 m dos.
  -  Médaille de bronze du 100 m dos.
- Championnats du monde 2004 à Indianapolis ( États-Unis) :
  -  Médaille d'or du relais 4 × 100 m quatre nages[1].
  -  Médaille de bronze du 50 m dos.
- Championnats du monde 2008 à Manchester ( Royaume-Uni) :
  -  Médaille d'or du 50 m dos.

### Jeux panaméricains
- Jeux panaméricains 2003 à Saint-Domingue (République dominicaine)
  -  Médaille d'or au 100 m dos.
  -  Médaille d'or du relais 4 × 100 m quatre nages.
- Jeux panaméricains 2007 à Rio de Janeiro (Brésil)
  -  Médaille d'or du relais 4 × 100 m quatre nages.
  -  Médaille d'argent au 100 m dos.